# Nemška vas (gmina Ribnica)
Nemška vas – wieś w Słowenii, w gminie Ribnica. W 2018 roku liczyła 240 mieszkańców.